# Wix.com
A Wix.com felhőalapú weboldalkészítő platform, amellyel fogd és vidd technológiával lehet HTML5 alapú weboldalakat létrehozni.
Az oldal freemium üzleti modellre épít, tehát a felhasználók ingyen készíthetnek maguknak weboldalt, de különböző kiegészítők, például saját domain, WIX-reklámok eltávolítása, több tárhely, fizetősek.

## Történet
A Wix nevű startup céget 2006-ban alapította Avishai Abrahami, Nadav Abrahami és Giora Kaplan. Székhelyük Tel-Avivban található. A cégnek mára kilenc irodája van San Fransiscóban, New Yorkban, Miamiben, São Paulóban, Santana de Parnaíbában, Vilniusban, Dnyipróban, Beér-Sevában és Tel-Avivban.
A szolgáltatás 2007-ben indult, akkor még Adobe Flash alapokra írva.

## Konkurensek
A Wix fő vetélytársai a piacon a Squarespace, a Weebly, a Jimbdo és a GoDaddy.